# Hitlers Volksstaat
Hitlers Volksstaat. Raub, Rassenkrieg und nationaler Sozialismus ist ein im Frühjahr 2005 erschienenes Buch des Historikers Götz Aly. Thema ist die Zustimmung der deutschen Bevölkerung zum nationalsozialistischen Herrschaftssystem. Alys Hauptthese ist, dass ein Großteil der Bevölkerung die sozial und egalitär orientierte „Gefälligkeitsdiktatur“ aufgrund materieller Vorteile unterstützte, die auf Raub, Zwangsarbeit, Enteignung und Ausbeutung beruhten.
Diese Deutung der Fundierung nationalsozialistischer Herrschaft löste 2005 eine Debatte über die Sozialpolitik im Nationalsozialismus, die deutsche Kriegswirtschaft, die Popularität des Regimes und schließlich über die Motivation des Holocausts aus. Das Buch erhielt Anerkennung für die intensive Bearbeitung teilweise neuer Sachverhalte. Kritisch wurde vor allem von Historikern dargestellt, dass Aly materiellen Faktoren einen unangemessen hohen Stellenwert zumesse. Die ideologische Basis der Herrschaft werde unterbewertet. In seiner Reaktion auf die Kritik warf Aly der „etablierten Geschichtsschreibung“ vor, die von ihm dargestellten Zusammenhänge fahrlässig zu übersehen. Manche Kritiker warfen ihm vor, sozialistische oder linke Gesellschaftstheorien oder sozialstaatliche Vorstellungen diskreditieren zu wollen. Andere Kritiker sahen in seinen Darstellungen Stereotype der jüdischen und der deutschen Bevölkerung.

## Einzelthesen
Mark Spoerer  unterscheidet vier Einzelthesen in Alys Darstellung.
- Der Holocaust sei „der konsequenteste Massenraubmord der modernen Geschichte“ gewesen.
- Die Ausbeutung des Auslands hätte den Krieg stärker finanziert als das Inland.
- Durch Umverteilung von oben nach unten habe sich das Regime die Zustimmung der Mehrheit erkauft.
- Das Versprechen eines „Volksstaates“ und eines „nationalen Sozialismus“ hätte nur nach einem Sieg eingelöst werden können.

## Aufbau und Inhalt

### Teil I: Stimmungspolitiker in Aktion
Das Buch besteht aus vier Teilen. Im ersten Teil, „Stimmungspolitiker in Aktion“, beschreibt Aly als Ausgangspunkt seiner Arbeit die „noch immer unbeantwortete Frage: Wie konnte das geschehen?“, oder präziser: „Wie konnte ein im Nachhinein so offenkundig betrügerisches, größenwahnsinniges und verbrecherisches Unternehmen wie der Nationalsozialismus ein derart hohes, den Heutigen kaum erklärbares Maß an innenpolitischer Integration erreichen?“ Zur Beantwortung der Frage charakterisiert Aly das nationalsozialistische Regime als jederzeit mehrheitsfähige „Gefälligkeitsdiktatur“: Die Staatsführung habe äußerst sensibel auf allgemeine Zufriedenheit geachtet und sich Zuspruch oder wenigstens Gleichgültigkeit „erkauft“. Die Lehre von der Ungleichheit der Rassen sei verbunden gewesen mit dem Versprechen größerer Gleichheit oder zumindest Chancengleichheit im Inneren. Die „sozial- und nationalrevolutionäre Utopie“, welche die NSDAP bei der breiten Mehrheit populär gemacht habe, sei der „soziale Volksstaat“ gewesen, dessen Wohltaten allerdings auf Kosten anderer finanziert wurden, nämlich durch Raubmord und Rassenkrieg. Im Weiteren werden im ersten Teil das Selbstverständnis der nationalsozialistischen Regierung und Verwaltung, die sozialpolitischen Maßnahmen vor und während des Krieges und die Reaktion der Bevölkerung darauf behandelt.

### Teil II: Unterwerfen und ausnutzen
Der zweite Teil, „Unterwerfen und ausnutzen“, behandelt ausführlich die Methoden, mit denen die Kriegskosten des Deutschen Reiches im Zweiten Weltkrieg auf die besiegten Länder abgewälzt wurden, um die finanzielle Belastung der Deutschen zu mindern. Neben der direkten Bezahlung der Besatzungskosten müsse hier laut Aly beachtet werden, dass deutsche Soldaten die besetzten Länder über das System der Reichskreditkassenscheine regelrecht leerkaufen konnten. Dass auch massenhaft Güter an die Heimat weitergeleitet wurden, wurde von der Regierung geduldet oder sogar gefördert. So seien Kriegsgewinne der breiten Bevölkerung zugutegekommen. Als Beispiel für einen jungen Wehrmachtssoldaten, der seiner Familie regelmäßig Pakete schickt, erwähnt Aly immer wieder den späteren Literaturnobelpreisträger Heinrich Böll. Auch die Einziehung von Feindvermögen und dem der Juden sowie der Einsatz von Zwangsarbeitern seien der deutschen Staatskasse und damit indirekt der deutschen Bevölkerung zugutegekommen. Im Laufe des Krieges sei die völlige Destabilisierung der Wirtschaft in den besetzten Gebieten in Kauf genommen worden, um die materielle Not im Reich in Grenzen zu halten und damit befürchtete Unzufriedenheit zu verhindern. Schon im Frühjahr 1941, vor Beginn des „Unternehmens Barbarossa“, sei ein Hungerplan entworfen worden, der zwecks Sicherung der Ernährung im Deutschen Reich die Dezimierung der slawischen Bevölkerung in den zu besetzenden Gebieten der Sowjetunion um viele Millionen Menschen vorsah.

### Teil III: Die Enteignung der Juden
Der Titel des dritten Teils lautet „Die Enteignung der Juden“. Aly zufolge führt „jede Konzeption, die sich allein auf die privaten Profiteure [der sogenannten Arisierung] konzentriert, in die Irre“ und verfehlt „den Kern der Sache, wenn die Frage beantwortet werden soll, wo das Eigentum der expropriierten und ermordeten Juden Europas geblieben ist.“ Tatsächlich sieht Aly nämlich das „Prinzip Staatsraub“ und in der Arisierung einen „groß angelegte[n] gesamteuropäische[n] Geldwäschevorgang zum Vorteil Deutschlands“. Im Weiteren werden beispielhaft Enteignungen bei Verbündeten und in besetzten Gebieten beschrieben, die stets der deutschen Kriegskasse, insbesondere der Versorgung der Wehrmacht, dienten. Besonders ausführlich geht Aly dabei dem Holocaust in Griechenland nach. Die Enteignung griechischer Juden diente der Stützung der inflationsgefährdeten Drachme, was wiederum die Besatzungskosten der Wehrmacht zu finanzieren half.

### Teil IV: Verbrechen zum Wohle des Volkes
Der vierte Teil, „Verbrechen zum Wohle des Volkes“, resümiert die Untersuchungen und will darlegen, aus welchen Motivationen heraus die bekannten Verbrechen begangen wurden. Aly leugnet dabei nicht, dass die rassistische Ideologie wichtig gewesen sei, fügt aber die materiellen Interessen als weiteren und wichtigen Grund für das Ausrauben und Ermorden der Juden hinzu: „Der Holocaust bleibt unverstanden, sofern er nicht als der konsequenteste Massenraubmord der modernen Geschichte analysiert wird.“ Nutznießer seien nicht nur NS-Funktionäre, Banken und Industrielle gewesen, sondern „95 Prozent der Deutschen“. Dies will Aly auch an eigenen Berechnungen belegen, nach denen die Finanzierung der nationalsozialistischen Politik und des Krieges „rassen- und klassenbewusst“ gewesen sei. Die laufenden Kriegskosten seien zu mindestens zwei Dritteln vom Ausland bzw. Ausländern, Juden und Zwangsarbeitern bezahlt worden; unter den Deutschen sei die Last dagegen so aufgeteilt worden, dass Wohlhabende mehr bezahlten, mittlere und schwache Einkommensschichten dagegen gering belastet wurden. Genau darauf sei die Politik auch ausgerichtet gewesen: „Die Sorge um das Volkswohl der Deutschen bildete die entscheidende Triebkraft für die Politik des Terrorisierens, Versklavens und Ausrottens.“ Die „Gefälligkeitsdiktatur“ habe die große Mehrheit der Bevölkerung durch kleine individuelle Vorteile abgespeist und politisch neutralisiert. Aly schließt mit dem Satz: „Wer von den Vorteilen für die Millionen einfacher Deutscher nicht sprechen will, der sollte vom Nationalsozialismus und vom Holocaust schweigen.“

## Rezeption

### Debatte 2005

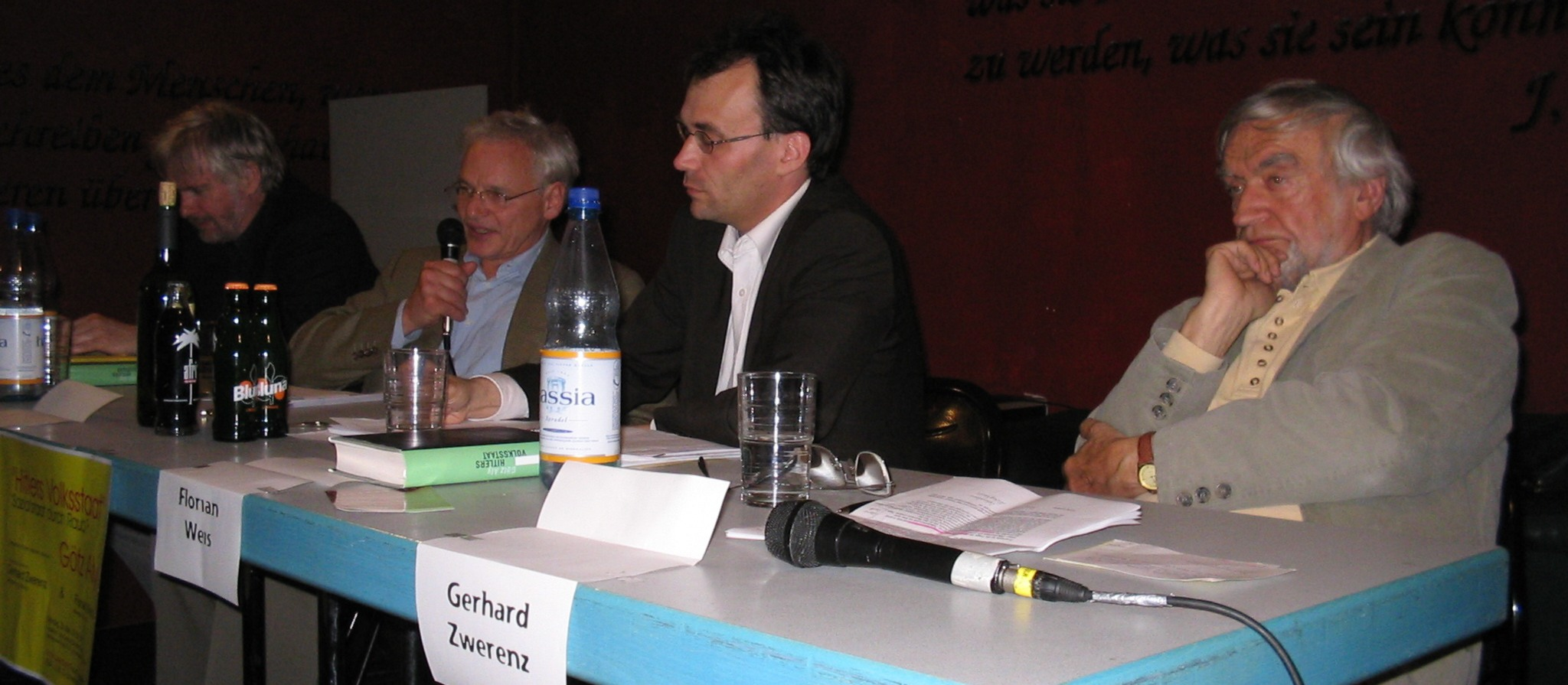
Diskutanten bei Buchvorstellung am 23. Mai 2005 in Frankfurt am Main. v.r.n.l: Gerhard Zwerenz, Florian Weis, Götz Aly (am Mikrofon), Jörg Prelle

Das Buch löste 2005 eine Debatte aus, die für Volker Ullrich zeitweise sogar ein „neuer Historikerstreit“ zu werden schien. Auch zur Debatte um Daniel Goldhagens Buch Hitlers willige Vollstrecker wurden Parallelen gezogen. So schrieb Marc Spoerer, Aly stelle Goldhagen „vom Kopf auf die Füße“, das heiße, er wiederhole Goldhagens Thesen, fundiere sie aber materialistisch-ökonomisch. Aly bestritt dies, insbesondere habe er nicht die Absicht, „die abgestandene These von der Kollektivschuld neu zu beleben.“

#### Hans Mommsen, 10. März
Hans Mommsen bezeichnete die Thesen Alys in der SZ vom 10. März 2005 zwar als „sehr provokativ“, fand sie aber „eindrucksvoll belegt“. Aly habe ein ganz neues Forschungsfeld eröffnet, vor allem durch die Erarbeitung der bisher weitgehend ignorierten Akten des Reichsfinanzministeriums. Mommsen stimmt dem Ergebnis zu: „Nicht so sehr langfristige ideologische Visionen als selbsterzeugte Zwänge führten zur Eskalation des Verbrechens, ohne bei der Funktionselite auf Widerstand zu stoßen.“

#### Volker Ullrich, 10. März
Volker Ullrich hob in der Zeit vom 10. März unter anderem hervor, Aly habe erstmals die Methoden der Kriegsfinanzierung durchleuchtet. Aly überschätze das Motiv der materiellen Korrumpierung, aber das schmälere seine Leistung nicht: „Dieses Buch gehört zu den seltenen Werken, die unseren Blick auf die düsterste und folgenreichste Periode der deutsche Geschichte neu schärfen.“

#### Adam Tooze, 12. März
Der britische Wirtschaftshistoriker Adam Tooze bezeichnete in der taz vom 12. März 2005 Alys Berechnung der Kriegskostenverteilung als falsch und übte scharfe Kritik an methodischen Einseitigkeiten: Aly habe auf der deutschen Seite die Verschuldung nicht eingerechnet. Tatsächlich hätten die Deutschen durchaus den größten Teil der Kriegslast getragen und seien auch steuerlich höher belastet gewesen als etwa die Briten. Hitler habe den Deutschen also sehr viel abverlangt, die Mobilisierung der deutschen Volkswirtschaft für den Krieg sei der eigentlich hervorstechende Faktor.

#### Götz Alys Replik, 15. März
Aly entgegnete in der TAZ, er spreche von den Kriegseinnahmen, Tooze gehe von den gesamten Kriegsausgaben aus. „Die Verwechslung bildet die Grundlage seiner Polemik.“ In seinem Buch gehe es um die Lastenverteilung, die für die allgemeine Stimmung in Deutschland ausschlaggebend gewesen sei. Die Schulden wurden verheimlicht und als „virtuelle Kriegsschulden“  „weggeredet“, sie sollten schließlich den Verlierern aufgebürdet werden. Zu seiner eigenen Berechnungsgrundlage führt Aly aus: 
Unter der Kapitelüberschrift „Kriegseinnahmen 1939–1945“ betrachte ich die Quellen der laufenden Einnahmen genauer. Sie stammten tatsächlich zu mehr als zwei Dritteln aus externen Ressourcen, wurden also Menschen abgepresst und geraubt, die nicht zur deutschen Volksgemeinschaft zählten. Nur der kleine Rest der laufenden Kriegseinnahmen musste von den deutschen Steuerzahlern aufgebracht werden, und zwar in der Weise, dass die Besserverdienenden besonders hohe und die durchschnittlich und wenig Verdienenden äußerst geringe Lasten zu tragen hatten.

#### Toozes Antwort, 16. März
Tooze blieb in seiner Antwort bei seiner Kritik und charakterisierte Alys Darstellung noch grundsätzlicher: Hitlers Staat sei kein „Gefälligkeitsregime […] sondern eine fordernde und zunehmend repressive Diktatur“ gewesen: Zwar seien den Deutschen während des Krieges rosige Versprechen über die Zukunft gemacht worden, aber gerade um ihnen die im Krieg abverlangten, enormen Lasten tragbarer zu machen. Die Schuldenlast habe man nicht in die Zukunft verschieben können, wie Aly behaupte. Tooze sieht die passende Berechnungsgrundlage im Nettosozialprodukt und seinen Bestandteilen:
Nach Mark Harrison (Resource Mobilization for World War II: The U.S.A., U.K., U.S.S.R., and Germany, 1938–1945, EHR 41/2, S. 171–92) beliefen sich die Kriegsausgaben Deutschlands auf 69 Prozent des Nettonationalprodukts (ein Verwandter des Bruttosozialprodukts). 52 Prozent wurden intern aufgebracht, 17 Prozent als Außenbeitrag – also im Verhältnis von 3:1. Daraus und nicht aus einer formalistischen Reinterpretation der Haushaltszahlen ergibt sich der 25-prozentige Auslandsbeitrag, den ich gegen Alys 70 Prozent setze.

#### FAZ, 16. März
Die FAZ-Rezension vom 16. März würdigt Alys Arbeit als bahnbrechend, weil sie besonders die geld-, währungs-, finanz- und steuerpolitischen Faktoren der NS-Wirtschaftspolitik als Faktoren der Stabilität des Systems entschlüssele. Für die  „besondere Initiative und administrative Kreativität“ der Finanzbürokratie bei der Umsetzung entsprechender Direktiven sieht der ungenannte Rezensent eine Entsprechung in der Kommentierung und Anwendung der Judengesetzgebung durch die Justizverwaltung. Beides spreche für  „systemimmanentes Denken und Handeln“. Allerdings, so der Artikel, seien die Kontributionen auch durch Kauf ergänzt worden, was etwa dem französischen Weinbau aus der Krise geholfen habe. Besonders hervorgehoben wird Alys detaillierte Darstellung der deutschen Besatzungspolitik in Griechenland, einschließlich der Beraubung griechischer Juden und der gezielten wirtschaftlichen Ruinierung des Landes. Die vom Reich organisierten Getreide- und Goldlieferungen nach Griechenland seien jedoch, anders als bei Aly dargestellt, nicht nur zur ökonomischen Fundierung der Besatzung bestimmt gewesen, sondern auch zur Aufrechterhaltung einer wirtschaftlichen Grundordnung als Voraussetzung späterer  „Eingliederung des Landes in den projektierten deutsch-hegemonialen europäischen Großraum“. Die Rezension lobt, dass Aly auch die Rolle neutraler Staaten wie Schweden oder der Schweiz thematisiert, die indirekt von der deutschen Ausbeutungspolitik profitierten – ein oft tabuisiertes Kapitel. Wie die  „perfide“ Involvierung der Menschen in die Verbrechen ihre politische Verhaltensnorm gegenüber dem NS-Regime geprägt hat, müsse noch psychohistorisch analysiert werden, wobei der Rezensent auf Wilhelm Reichs Untersuchung des Wahlverhaltens von Arbeiterschaft und Mittelstand gegenüber der NSDAP 1932 verweist. Der Rezensent sieht in der Abwertung anderer Historiker und Institutionen eine unnötige und der Verbreitung von Alys Erkenntnissen schädliche Polemik.

#### Götz Aly, 31. März
In einem Interview mit Rüdiger Schaper im Tagesspiegel präzisierte Aly seinen Anspruch: Die anderen Perspektiven zur Analyse der NS-Herrschaft, die er auch selbst verfolgt habe, würden seine neue Untersuchung und ihre Ergebnisse nicht falsch, sie würden nur in ihrer Bedeutung relativiert. Zu Toozes Berechnungen sehe er keine nennenswerte Differenz, er halte aber die Einbeziehung der Reichsschuld für falsch, wenn man die Erfolge des „Stimmungspolitikers Hitlers“ analysiere.
Damals wie heute interessieren sich die Leute für die Staatsschulden nur am Rande, aber sie schreien auf, wenn ihnen plötzlich die Steuern um zehn oder gar 50 Prozent erhöht werden. Darauf kommt es an: 70 Prozent der deutschen Steuerpflichtigen mussten im Zweiten Weltkrieg keinerlei direkte und nur sehr mäßige indirekte Kriegssteuern zahlen.
Seine Ergebnisse seien „ungemütlicher“ als eine Katastrophentheorie, sie mache auch Wiederholbarkeit deutlich, insofern es sich beim Nationalsozialismus um eine  „massengestützte, mehrheitsfähige Diktatur“ gehandelt habe, die ihre Ziele  „mit uns vertrauten materiellen Techniken“ erreicht habe.

#### Hans-Ulrich Wehler, 4. April
Hans-Ulrich Wehler rechnete Götz Aly am 4. April im Spiegel zu „jener kleinen Gruppe von Experten, die seit Jahren die Holocaust-Forschung energisch vorantreiben“. Völlig zu Recht halte Aly es für irreführend, die  „Volksgemeinschaft“ als bloße NS-Propagandaformel abzutun. Seine Annahme sei aber falsch, dass die Deutschen vor 1933 nicht ressentimentbeladener als die übrigen Europäer und ihr Nationalismus nicht rassistischer als der anderer Nationen gewesen sei. Nur die „Sonderbedingungen“ der Deutschen nach dem Ersten Weltkrieg können nach Auffassung Wehlers ihre Haltung gegenüber der charismatischen Führerherrschaft erklären.
Die Akzeptanz des Systems hätten, so Wehler, viele Historiker aus den in der Sicht der Bevölkerung spektakulären (Propaganda-)Erfolgen Hitlers abgeleitet: Vollbeschäftigung, Aufrüstung, Rheinlandbesetzung, Austritt aus dem Völkerbund, Olympische Spiele, Ausgleich mit Polen, der „Anschluss“ Österreichs, das „Großdeutsche Reich“, die Annexion des Sudetengebiets und die Zerschlagung der „Resttschechei“. Zudem sei eine Sozialutopie realisiert worden: Der Abbau von Klassenschranken und Standesdünkel sei, so Wehler, ernst gemeint gewesen. Die jüngere Generation habe an einer „beispiellosen Aufstiegsmobilität partizipiert“. Für die jungen Funktionseliten des „nationalsozialistischen Leviathans“  sei dies wichtiger gewesen als die von Aly in den Vordergrund gestellte Sozial- und Steuerpolitik.

Die Stärkung der Legitimation durch Ausbau des Sozialstaats durch Ehestandsdarlehen, Subvention für Kinderreiche, Familienlastenausgleich, Müttergenesungswerk, Urlaubsverlängerung habe die Fachwissenschaft schon vor Aly herausgearbeitet. Zu Recht betone Aly wie Tim Mason und Martin Broszat vor ihm die traumatische Wirkung der Novemberrevolution, deren Wiederholung durch Maßnahmen zur Förderung der Zufriedenheit der Bevölkerung ausgeschlossen werden sollte. 
Auf einer imponierend breiten Quellenbasis – da hat er von jeher eine glückliche Hand besessen – untersucht er, wie das 'Dritte Reich' das besetzte Europa zielstrebig ausgebeutet hat, um auch auf diese Weise die aberwitzigen Kriegskosten zu decken und die 'Volksgenossen' nach Kräften zu entlasten.
In diesem Bereich habe Aly viel Neues entdeckt, insgesamt gelinge ihm ein instruktiver Überblick, den bisher noch kein Historiker gewagt und geschafft habe.  
Die Dimensionen dieser Ausbeutung großen Stils, die keineswegs zum deutschen historischen Gedächtnis gehört, werden endlich pointiert herausgearbeitet.    
Dabei habe Aly aber den Blick für die Proportionen verloren, wie Tooze durch seine Berechnungen gezeigt habe.
Klar ablehnend steht Wehler Alys Teilthese zum Holocaust gegenüber. Aly blende hier, einseitig an materiellen Faktoren orientiert, die Popularität des „charismatischen Führers“ ebenso aus wie die Verbreitung rassistischen und antisemitischen Denkens in der deutschen Bevölkerung der 1930er und 1940er Jahre. Alys Ansatz, auch im Holocaust ein Ergebnis materialistischer Interessen zu sehen, greife viel zu kurz; auch Alys Angriffe auf die Geschichtsforschung seien nicht gerechtfertigt. Hinzu komme, dass Aly in seinen früheren Schriften, beispielsweise in Vordenker der Vernichtung, den Mord am europäischen Judentum noch anders erklärt habe, ohne die „Revision“ seiner Position ausreichend zu begründen.

#### Götz Alys Replik, 6. April
Aly antwortete Wehler in der Zeit vom 6. April 2005, das Unbehagen an seiner These möge damit zusammenhängen, dass er in der Struktur der nationalsozialistischen Steuer- und Sozialpolitik ein linkssozialdemokratisches Grundmuster erkenne. Das Fehlen des Antisemitismus sei kein Mangel seines Buches, „vielmehr handelt es, wie der Untertitel ankündigt, von dem Beziehungsdreieck Raub, Rassenkrieg und nationaler Sozialismus“. 
Es geht mir um die Frage, warum sich die Deutschen immer wieder neu für die Nazipolitik mobilisieren ließen, obwohl sie in ihrer übergroßen Mehrheit keine aktiven Antisemiten waren, wie auch Wehler in seiner Deutschen Gesellschaftsgeschichte zutreffend feststellt.
Wehler habe die politischen Faktoren in seiner Gesellschaftsgeschichte ausgelassen, weil er die „charismatische Herrschaft“ Hitlers zur wichtigsten Triebkraft erkläre. Die von Wehler konstatierte „ideologisch fundierte, freiwillige Loyalität“ lasse sich an den Quellen ebenso wenig nachweisen wie eine terroristisch erzwungene Gefolgschaft. Aber „sozialtaktische Entscheidungen“ der Gefälligkeitsdiktatur, die sich im „permanenten Kampf um die öffentliche Stimmung“ befunden habe, fänden sich dort in großer Zahl. Aly betonte, dass er sich der Thematik aus unterschiedlichen Perspektiven nähere und durchaus anerkenne, dass es monokausale Erklärungen nicht gebe und mithin andere und auch seine früheren Erkenntnisse ihre Berechtigung für die zeitgeschichtliche Forschung hätten.
Aly führte nach der Publikation seine bereits im Buch dargestellte Kritik an Teilen der gegenwärtigen Geschichtsschreibung über die Zeit des Nationalsozialismus aus. Er wirft ihr vor, die von ihm vorgetragenen Zusammenhänge zumindest fahrlässig übersehen zu haben. Der zitierte Schlusssatz des Buches ist ein abgewandeltes Zitat von Max Horkheimer, der schrieb: „Wer aber vom Kapitalismus nicht reden will, sollte vom Faschismus schweigen.“ Damit stellte Aly seine Ergebnisse auch provokativ gegen die Faschismustheorien der Kritischen Theorie.

#### Adam Tooze, 28. April
Tooze nahm die Kritik von Hans-Ulrich Wehler auf und argumentierte in der Zeit vom 28. April 2005, Aly unterschätze die Popularität Hitlers und des Militarismus in Deutschland:
… ein hoch komplexes Geflecht aus Emotionen, Ideologemen und materieller Umverteilung, bildete den wirklich tragenden Pfeiler von Hitlers Regime. Mit Alys irreführender Formel der 'Gefälligkeitsdiktatur' lässt sich dieser Zusammenhang auch nicht annähernd erfassen.

#### Götz Aly, 28. April
In einem Interview mit der taz am 15. Januar 2005 präzisierte er seine Kontinuitätsthese, er wolle damit nicht die Idee der sozialen Gerechtigkeit diskreditieren. Er brachte aber Proteste gegen Sozialabbau (vgl. Agenda 2010, Hartz IV) in Verbindung zum Vorteilsdenken der Deutschen im Nationalsozialismus: „Hitler hätte sich Sozialabbau nicht leisten können.“ Aly wiederholte auch seine Provokation gegen linke Theorien:
Das Unbehagen an meiner These mag damit zusammenhängen, dass ich in der Struktur der nationalsozialistischen Steuer- und Sozialpolitik ein linkssozialdemokratisches Grundmuster erkenne.

#### Michael Wildt, 4. Mai
Michael Wildt kritisierte Alys Untersuchung in der Zeit vom 4. Mai 2005, insofern seine Auffassung eine politische These zur Kontinuität des deutschen Sozialstaates enthalte. Auch auf Wehler Bezug nehmend, hebt Wildt hervor, Alys Beweisführung 
....wolle zu der pointierten These führen, dass die nationalsozialistische Sozialpolitik einen „vom Egalitätsgedanken geleiteten Umbau“ der Gesellschaft beabsichtigte, in dem „ein linkssozialdemokratisches Grundmuster“ zu erkennen sei.
Als politische Implikation sei deutlich, dass der Sozialstaat als „System von Gefälligkeiten zur Loyalitätssicherung“ als letzter Akt der Vergangenheitsbewältigung abgebaut werden müsse. Wildt sah in Alys Analysen auch eine „materialistisch gewendete Kollektivschuldthese“ und meinte, ehemalige „68er“ wie Aly würden heute als „linke Konvertiten in den bedenkenlosen Neoliberalismus flüchten“.

#### Joachim Bruhn, Mai
Joachim Bruhn rezensierte in der Mai-Ausgabe von Konkret, Alys These stehe und falle mit der Behauptung, der NS sei eine Form des „Egalitarismus“ gewesen, der „die soziale mit der nationalen Homogenisierung“ verknüpft habe, d. h. Klassenbewusstsein und Rassenbewusstsein.
Es gibt aber eine Homogenität, die längst vor der Klasse und vor der Rasse existiert, die Homogenität der Individuen als Subjekte des Bürgerlichen Gesetzbuches, als der Rechtsform, die zur Warenform paßt, subsumierte. Eben darum heißt es bei Horkheimer, gleich nach der Passage, über die Aly feixt: „Der gleiche und gerechte Tausch hat sich selbst ad absurdum geführt, und die totalitäre Ordnung ist dies Absurdum.

#### Wolfram Meyer zu Uptrup, 26. Mai
Am 26. Mai schrieb Wolfram Meyer zu Uptrup in H-Soz-Kult, es baue sich seit einiger Zeit ein Paradigmenwechsel in der Geschichtswissenschaft auf, gemäß dem der Nationalsozialismus als ein Projekt zu verstehen sei, bei dem eine vollkommen neue Gesellschaftsform durchgesetzt werden sollte. Hierbei bemühe sich eine Richtung um die Analyse der ideologischen Konzipierung und Gestaltung, die andere eher um die materiellen Vorteile für die „Volksgemeinschaft“. Meyer zu Utrup rechnet Aly dieser zweiten Gruppe zu. Nur die ideologische Konzeption ermögliche es jedoch, die Kontinuität von den Zwanziger Jahren bis 1945 aufzuzeigen.
Danach entwickelt sich die NS-Verbrechenspolitik anhand von Grundentscheidungen der politischen Führung, womit die Bedingungen geschaffen werden, dass sich die kriminelle Energie von Soldaten, SS, Wirtschaftsleuten, Finanzverwaltung etc. in unterschiedlichen Bereichen entfalten konnte. So war nicht nur die Vernichtung der Juden ein Prozess, der schon lange vor Hitlers Machtantritt begann, sondern auch der Krieg um den 'Lebensraum' lange intendiert und konsequent vorbereitet.
Ideologische Zielsetzung und materielle Veränderungen hätten, so Meyer zu Utrup, in einem Wechselverhältnis gegenseitiger Bestätigung unter dem Primat der Ideologie gestanden. Der Rezensent rechnet dabei Götz Aly zu den wenigen Spezialisten, die mit hervorragender Quellenkenntnis wirklich neue Einsichten in die NS-Vernichtungspolitik ermöglichten und hebt trotz der Einseitigkeit der Hauptthese hervor, dass Aly in Hitlers Volksstaat erstmals den politischen Gestaltungswillen der Führung einbezogen habe. Er stimmt auch Alys Einschätzung der Sozialpolitik und der Kontinuitätsthese zum Sozialstaat zu.
Aly lässt zu Recht anklingen, dass manche Errungenschaft des Sozialstaates, die uns heute selbstverständlich ist, aus dem Volksgemeinschaftskonzept entstanden ist.

#### Mark Spoerer, 26. Mai
Am selben Tag veröffentlichte H-Soz-Kult eine zweite Rezension, von Mark Spoerer. Er analysiert Alys Erklärungsansatz als politökonomische Analogie zum Medianwählermodell. Richtig sei seine Überlegung, „dass sich die Güterströme zur Bestechung der einfachen Deutschen ganz überwiegend in finanziellen Gegenströmen abbilden müssen. Daher hat er vor allem Akten des Reichsfinanzministeriums, der Reichsbank und der deutschen Besatzungsorgane eingesehen“.

Die Forschung werde nicht daran vorbeikommen, zu prüfen, ob der Antisemitismus wie von Aly nahegelegt, lediglich die Auswahl der zu beraubenden und zu ermordenden Gruppe determinierte habe. Während Aly überzeugend darlege, wie die besetzten Länder finanzpolitisch betrogen wurden, sei seine Berechnung der inländischen Lasten irrig, da er, wie Tooze gezeigt habe, die Teilenteignung der Deutschen durch inländische Verschuldung nicht einbezogen habe. Bei der Berechnung der ausländischen Anteile der Wirtschaftsleistung fehle der Wert der Zwangsarbeit selbst. Statt der behaupteten Umverteilung von oben nach unten habe es eher die gegenläufige gegeben. Eine Berechnung der tatsächlichen Verbesserung der sozialen Lage durch Enteignung der Juden fehle, die gesundheitliche Lage der Bevölkerung und ihr Lebensstandard habe sich schon in der Vorkriegszeit insgesamt eher verschlechtert. Trotz Alys Berechnungsfehlern und fehlender Berücksichtigung einschlägiger Fachliteratur sieht Spoerer die Schlussfolgerung Alys bestätigt: An der Tatsache der Ausplünderung des Auslands und der Juden und an dem Versuch der materiellen Befriedung des eigenen Volks auf Kosten anderer könne kaum ein Zweifel bestehen.
Alys Synthese dieser beiden Tatbestände ergibt in der Tat eine zwingend wirkende Dynamik, die seiner – unausgesprochenen – Ökonomisierung der Erklärung des NS-Regimes wie auch des Holocausts ein empirisches Fundament gibt. Auch hieran wird sich die zukünftige Forschung abarbeiten müssen.
Die Publikation Alys verliere allerdings durch die Überspitzung seiner These und Fehlern bei der Quellenarbeit an Qualität.

#### Götz Aly, 1. September
Am 1. September 2004 schrieb Aly in der SZ: Vom Kündigungs- über den Mieter- bis zum Pfändungsschutz hätten Hunderte fein austarierte Gesetze das „sozialpolitische Appeasement“ bezweckt. Hitler habe nach dem Prinzip „Ich bin das Volk“ regiert und er habe aus seinem identitären Volksverständnis die politisch-mentalen Konturen des Sozialstaats der Bundesrepublik vorgezeichnet. Die Regierung Schröder/Fischer stehe vor der historischen Aufgabe des langen Abschieds von der Volksgemeinschaft. Aly behauptete somit eine formale Kontinuität von der nationalsozialistischen Sozialpolitik und Staatsverständnis zum bundesrepublikanischen Sozialstaat, wobei in diesem offenkundig die rassistischen Einschränkungen der Unterstützungsleistungen und die Finanzierung durch Ausbeutung, Raub und Enteignung fehlen.

### Rezeption nach 2005

#### Jens Jessen, 2012
Jens Jessen wies 2012 in seiner Laudatio zur Verleihung des Börne-Preises darauf hin, dass Alys Kritiker den Grund ihrer Entrüstung falsch verortet hätten: „Er liegt nicht in Alys Exkursen zur Sozialpolitik, sondern seiner soziologischen Revision unserer Geschichtspolitik.“
Die Befehlskette, auf die sich alle herausredeten, war nur ihr juristisch fadenscheiniger äußerer Ausdruck. Tatsächlich war die Furcht der Nachkriegspolitiker vor dem kleinen Mann, der unter Hitler seinen satanischen Appetit gezeigt hatte, so groß, dass sie ihn augenblicks weiterfütterten und alles unterließen, was ihn irgendwie, und sei es moralisch, reizen und belasten könnte.
Es habe in der Nachkriegszeit keinen Bruch gegeben, vor allem nicht in den Idealen, Vorstellungen und Sehnsüchten der Gesellschaft.

#### Mosheh Tsimerman, 2015
Mosheh Tsimerman gab 2015 in seiner Rezension zu Raiko Hannemanns Studie über die Funktionalisierung des historischen Antisemitismus, die Ansicht des Autors wieder, Alys Antworten beruhten auf den Stereotypen des reichen, geschäftstüchtigen Juden und des neidvollen Deutschen, „der dazu nicht von bürgerlichen Werten, sondern von einer sozialdemokratischen Denkweise motiviert war und ist“. Alys Devise laute nach Hannemann: „Aus linkem 'Spießertum' musste der Holocaust entstanden sein“. Aly gehe es also in erster Linie um die Ehrenrettung und Rehabilitierung der bürgerlichen Gesellschaft. Besonders kritisch sehe Hannemann den Versuch, Sozialismus, Sozialstaat und Volksgemeinschaft als synonyme Begriffe zu verwenden und gleichzeitig den Antisemitismus mit Marxismus und Sozialdemokratie zu verzahnen.

#### Albrecht Rischl, 2016
Im Jahre 2016 wandte sich laut Tagesspiegel der Historiker Albrecht Ritschl gegen Alys Teil-These, wirtschaftliche Motive seien entscheidend für die Vernichtung der europäischen Juden gewesen. Wer so argumentiere, nähere sich der Nazi-Propaganda. Das jüdische Vermögen sei weitaus geringer gewesen, als von der Propaganda behauptet. Zudem habe die Regierung die sozialen Fortschritte der Weimarer Republik rückgängig gemacht. „Es bereichern sich einige, aber es waren nicht die einfachen Leute“, zitiert Hans Monath Ritschl im Tagesspiegel.

#### Geritt Bartels, 2017
2017 resümierte Gerrit Bartels im Tagesspiegel, Aly habe immer wieder Gewissheiten erschüttert, etwa in seinem Werk über den Volksstaat, dass der Nationalsozialismus aus der Mitte des deutschen Volkes kam, und dass die Menschen, die Hitler zujubelten, keine Monster waren.
Dass selbst „das Gute ungemein Böses bewirken“ kann, so wie die Sozialleistungen des Hitlerstaates, dessen Bildungspolitik und wirtschaftliche Mobilisierung. Und nicht zuletzt Demokratie und soziale Gleichheit hätten ebenfalls zum Judenhass geführt. Aber eben auch Neid, Habgier, Kleinmut und Eigennutz seien Gründe für die NS-Ideologie-Empfänglichkeit der Deutschen gewesen, wie Aly nicht müde wird zu betonen.

## Zitat
Wer von den Vorteilen für die Millionen einfacher Deutscher nicht reden will, der sollte vom Nationalsozialismus und vom Holocaust schweigen. (S. 362)